# Rise of the Tyrant
Rise of the Tyrant — сьомий студійний альбом шведського мелодійного дез-метал гурту Arch Enemy. Реліз альбому відбувся 24 вересня 2007 року.

## Список пісень
| #   | Назва                                        | Автор слів       | Автор музики                  | Тривалість |
| --- | -------------------------------------------- | ---------------- | ----------------------------- | ---------- |
| 1.  | «Blood on Your Hands»                        | Госсов           | М. Емотт, К. Емотт            | 4:41       |
| 2.  | «The Last Enemy»                             | Госсов           | М. Емотт, К. Емотт            | 4:15       |
| 3.  | «I Will Live Again»                          | Госсов           | М. Емотт, К. Емотт, Ерландсон | 3:32       |
| 4.  | «In This Shallow Grave»                      | М. Емотт         | М. Емотт, К. Емотт, Ерландсон | 4:54       |
| 5.  | «Revolution Begins»                          | М. Емотт         | М. Емотт, К. Емотт            | 4:11       |
| 6.  | «Rise of the Tyrant»                         | Госсов           | М. Емотт                      | 4:33       |
| 7.  | «The Day You Died»                           | Госсов, М. Емотт | М. Емотт, Ерландсон           | 4:52       |
| 8.  | «Intermezzo Liberté» (інструментальний трек) |                  | М. Емотт                      | 2:51       |
| 9.  | «Night Falls Fast»                           | Госсов           | М. Емотт                      | 3:18       |
| 10. | «The Great Darkness»                         | Госсов           | М. Емотт                      | 4:46       |
| 11. | «Vultures»                                   | Госсов           | М. Емотт, К. Емотт            | 6:35       |

| Japanese bonus track | Japanese bonus track           | Japanese bonus track                | Japanese bonus track |
| #                    | Назва                          | Автор                               | Тривалість           |
| -------------------- | ------------------------------ | ----------------------------------- | -------------------- |
| 12.                  | «The Oath» (кавер-версія Kiss) | Пол Стенлі, Боб Ізрайн, Тоні Паверс | 4:16                 |

## Історія релізів
| Регіон          | Дата             | Лейбл                 | Формат |
| --------------- | ---------------- | --------------------- | ------ |
| Велика Британія | 24 вересня, 2007 | Century Media Records | CD     |
| США             | 25 вересня, 2007 | Century Media Records | CD     |